# 殖民軌道
殖民軌道（しょくみんきどう）とはかつて日本の北海道で見られた軌道の一形態である。1942年（昭和17年）以降は簡易軌道（かんいきどう）と改称された。
現在では広義の軽便鉄道の範疇で捉えられることが多いが、未開地での道路の代替手段という性質を持ち、根拠法令を異にしていたという歴史的経緯がある。この点で一般の鉄道・軌道とは異質なものであった。

## 概要
旧北海道庁が開拓民の入植地における交通の便を図るために拓殖計画に基づいて建設したもので、「地方鉄道法」や「軌道法」に準拠せず敷設された。最終的に廃止に至るまで法的根拠は曖昧だった。建設された場所は泥炭地など泥濘で通行困難な地帯が多く、軌道を設けることで輸送費の高騰を防ぐものとして整備されたのである。当初の動力は馬だった。
1924年頃以降から昭和初期にかけて建設が盛んとなり、総延長は600kmを超えた。建設予算は内務省が支出し、動力となる馬などは入植者が提供して運行を行った。特に輸送量の大きい路線であった根室線や枝幸線にはガソリン機関車が導入され、北海道庁が直営した。
馬牽引の時代には運行ダイヤなどなく、入植者各自の馬が台車を牽くものであった。上りと下りで対向して鉢合わせた場合には、荷物の軽い方が軌道を外れて譲り合ったという。戦前に市販されていた全国時間表には、掲載されない例がほとんどだった。
太平洋戦争後になると残存した簡易軌道は地元市町村へ運営が委託され、ディーゼル機関車や気動車を導入しての内燃動力化や北海道開発局による改良工事が行われた所もある。これら動力化された路線では運行ダイヤが決められ一部には時刻表に掲載された路線もあったが、信号や閉塞設備などは殆ど設けられていなかったようである（浜中町営軌道や別海村営軌道では、道路との交差点に信号機が設けられている箇所があった）。
昭和40年代に入ってからはモータリゼーションが進展し道路整備も進んだこと、さらには国からの補助金が1970年に打ち切られたことで、存在意義や経営基盤が失われた。その結果、残存した路線は1972年の浜中町営軌道を最後に全廃され現存する路線はない。
なお極めて珍しい例であるが、東藻琴村は戦後簡易軌道（東藻琴村営軌道）を地方鉄道に転換しようと地方鉄道の免許を取得していた時期がある。しかしながら諸般の事情から地方鉄道への転換は見送られ、免許は失効している。その後も廃止まで簡易軌道として運営された。
2018年（平成30年）11月2日に北海道遺産に認定された。

## 年表
- 1925年（大正14年）厚床-中標津間（36マイル）に軌道を敷設し入植者に試用させる
- 1927年（昭和2年）第二期北海道拓殖計画で軌道を敷設することを正式採用。以降北海道各地で殖民軌道が建設される
- 1945年（昭和20年）11月 北海道緊急開拓事業により軌道の復旧と改修が開始される
- 1947年（昭和22年）12月 内務省が解体され農林省所管となる
- 1951年（昭和26年）北海道開発局が発足し簡易軌道改良事業を所管し新設・改良事業がされる
  - 地方自治体と北海道が管理委託契約を結び、町（村）営軌道が誕生する
- 1956年（昭和31年）自走客車を試作し歌登線、雪裡・幌呂線で使用開始。所要時間が大幅に短縮する
- 1970年（昭和45年）度　農林省の簡易軌道整備事業が終了
- 1972年（昭和47年）茶内線廃線式が行われ簡易軌道は全廃となる

## 車両

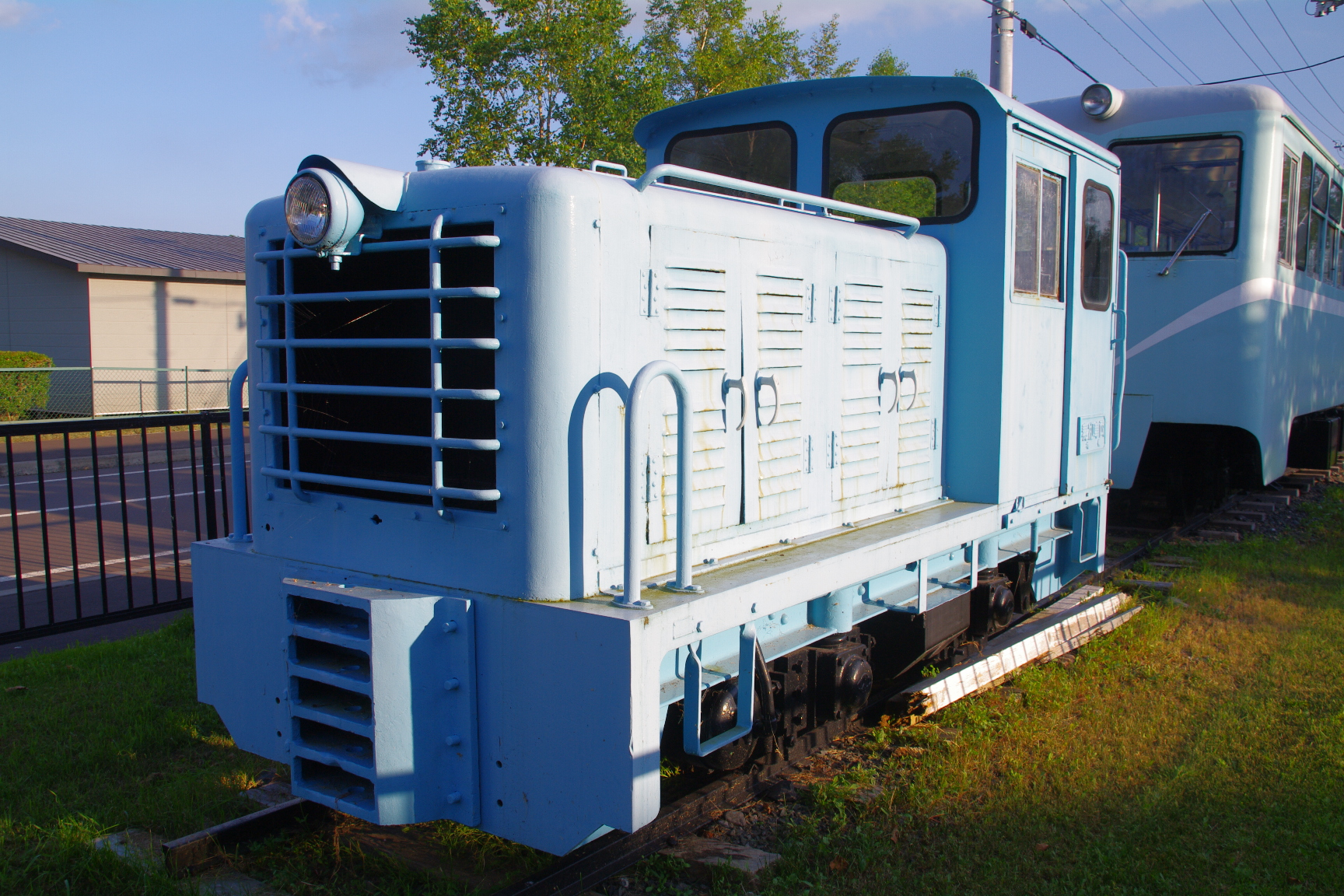
ディーゼル機関車の例（元・鶴居村営軌道の保存機）

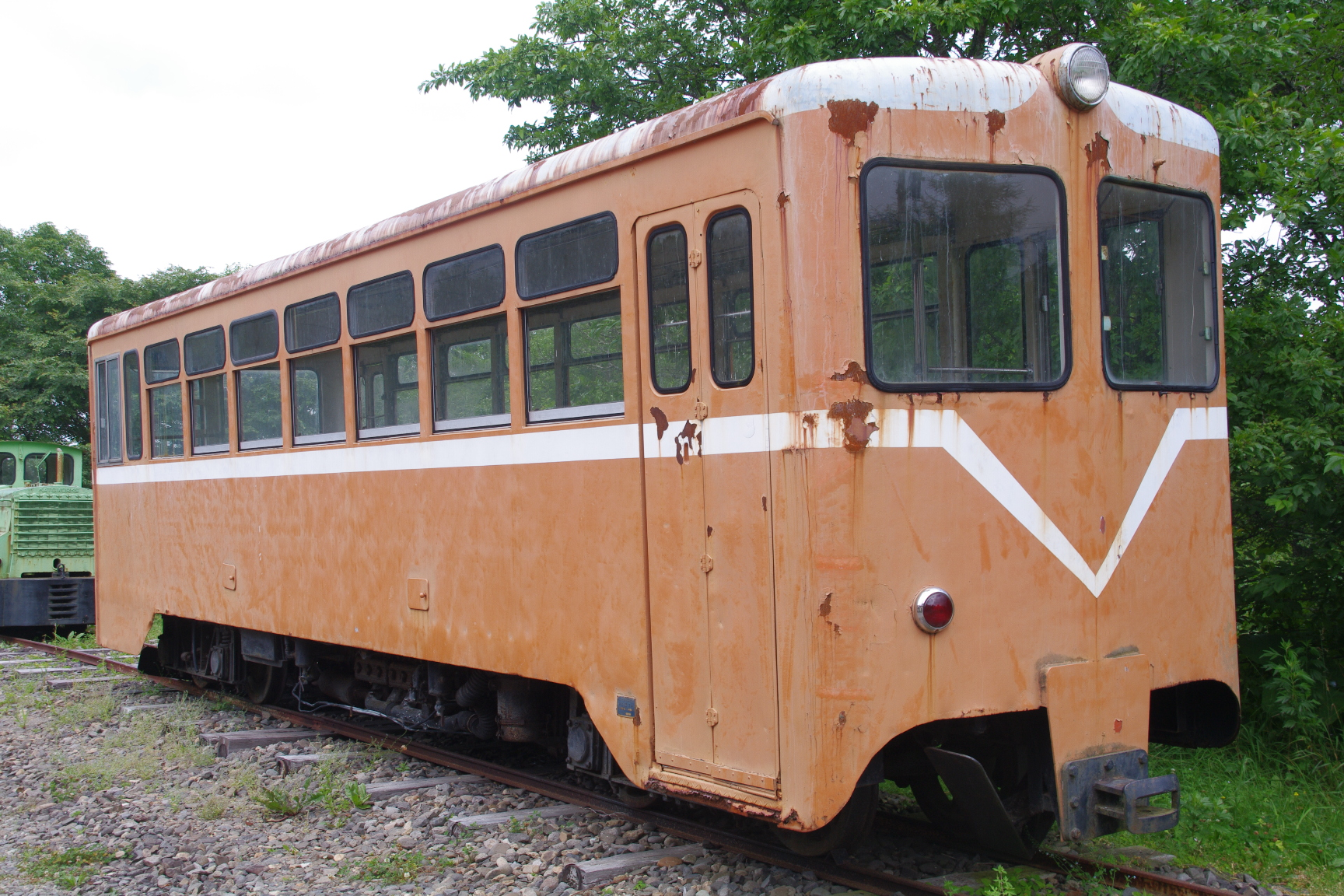
自走客車の例（元・別海村営軌道の保存車）

一般の鉄道とは著しく性質を異にしていたため、その用語は一般の鉄道とは異なっているものも多かった。例えば機関車に牽引される無動力の客車を「牽引客車」、旅客用気動車を「自走客車」などと呼んでいた。個々の車両番号はこういった旅客車両を含め、いちいち付けられないことが多かった模様である。
1950年代以降の動力近代化に際しては、地場産業育成の見地から北海道内の機械・車両メーカーにディーゼル機関車や自走客車を多数発注している。以下の各社が代表例である。
- 泰和車輌（札幌市。札幌市電の製造や改造、旧国鉄や私鉄の客車や気動車の改造・修理などを行っていた。後に（株）泰和に社名を変更し、一般機械器具の製造業者として現存）
- 運輸工業（札幌市。旧国鉄や私鉄の蒸気機関車や貨車の修繕や札幌市電の製造を行っていたが、1960年に廃業）
- 釧路製作所（釧路市。元々は雄別炭砿鉄道→雄別鉄道の子会社で、現在も橋梁・鉄骨・クレーンの製造会社として現存）

1950年代中期に製造された初期の自走客車には車体の一端のみに運転台があり、蒸気機関車同様に終点での方向転換が必要ないわゆる単端式車が存在した。原始的な方式で扱いにくく、一般の鉄道でははるか昔の1920年代末（昭和初期）で廃れた方式だが、車両製作に新規参入したばかりのメーカーのノウハウ・技術力不足、車両を発注する側である北海道開発局の担当者に鉄道車両技術についての根本的な知識が欠如していたことなどが原因で、時代錯誤な車両の出現を招いたと見られている。半面、専ら現地の厳しい気候条件下で使用することを前提としていたことから、同時期の国鉄気動車よりはるかに強力な温水暖房器を装備し良好な使用実績を得るなど、実情に即した仕様も見られた。自走客車の好評を受けて地元で独自に増備された車両で、排気量わずか860ccに過ぎない日産・ダットサントラックのエンジンを搭載したため甚だしい出力不足で実用にならなかった小型自走客車など、明らかな欠陥車も見られた。
後に両運転台・前後進可能なそれなりにまともな構造の自走客車が作られるようになり、トルクコンバータ（トルコン）付の液体式気動車も出現しているが、すでに自動車の普及によって斜陽化が進んでいたことから、簡易軌道自体の廃止が進められ、長くは用いられなかった。
貨車についても、沿線地域の輸送需要に応じ有蓋車や無蓋車のほか運材台車や炭車など様々な車種が用いられたが、太平洋戦争後には道東・道北地方で酪農に力が入れられ、沿線に酪農家が多く入植したことから、酪農家が出荷する牛乳の輸送に適合した車種の整備も行われた。牛乳缶の積載に適するように改造または新製された無蓋車（「ミルクゴンドラ車」とも呼ばれた）のほか、浜中町営軌道や別海村営軌道では牛乳専用のタンク車も用いられた。また、輸送量が少ない場合は自走客車に牛乳缶を積載して運ぶこともあった。

## 運行の実情
前述のとおり動力化後には一応運行ダイヤが組まれ、産業用の内燃機関車で客貨車を牽引するようになったほか、一部の路線では自動車（バス）を改造した簡易な旅客車が運行されていた。太平洋戦争後に改良事業が行われた路線では小型ながら本格的な気動車も導入された。ターミナルとなる駅には駅舎などが整備されていたが中間駅はバスの停留所のような簡易なものであり、中には駅であることを示すものは何もない「駅」まで存在した（ほとんどの利用者が実情を知悉した地元民のみであるため、問題は生じなかった）。あるいは公式には駅とされていない箇所に停車して乗降を行っていた路線もあり、その運行実態は地元以外の者には理解し難いものであった。
在野の鉄道研究者である湯口徹は昭和30年代、道内の各地に点在する簡易軌道路線を巡って記録を残したがそれによれば簡易軌道の運行の実情は運輸省（現・国土交通省）の管轄下にある一般の鉄軌道では到底考えられないほどに大雑把なものであったという。その例を以下に挙げる。
- 簡易軌道では続行運転が日常的に行われていたが、これは熊対策のために列を連ねて奥地と町を行き来していた馬車時代の名残といわれている。閉塞の概念なしに続行運転を行うことは路面電車でも見られるが、法令によって最高速度が40km/hと決められている。しかしながら簡易軌道の場合、軌道法や地方鉄道法の制約を受けないため、湯口の実見例によれば例えば下幌呂で2方面に分岐する鶴居村営軌道では2つの行き先の列車が基準をはるかに超えた速度での続行運転を行っていた。
- 浜中村営軌道ではメーカーから納車された自走客車の試運転を定期列車の運行に全くお構いなく行い、その結果あわや貨物列車と正面衝突を起こしかけたこともあった（ちなみに、この試運転列車は貨物列車に道を譲る形で引き返し、そのまま40分遅れの定期列車として運行された。「念のために」本来の定期列車に割り当てられる列車がすぐ後ろを続行運転していたという）。
- 歌登町営軌道では廃線になった十勝鉄道から譲り受けた客車の連結器高と在来車のものとが合わないため、本来ならばどちらかの高さに合わせるように改造しなければならないところを連結器同士を繋ぐリンクをZ形に曲げ無理矢理に連結できるようにしてあったという。簡易なピン・リンク式連結器（朝顔型連結器）であるが故にできた芸当ともいえるが、強度面でのリスクから一般鉄道での日常的な営業運転では到底認められないような措置である。

## 遺構・保存車輌
殖民軌道・簡易軌道は「道路の一変形」という特殊な性格上、現役当時「鉄道ではない」とみなされていたこと、さらにその多くが他地域から訪問しにくい北海道東部・北部に敷設されていたためその当時の鉄道趣味者の大方から記録・関心の対象外とされた。このため、記録や写真がほとんど残されていない路線も多い。
廃止後の遺構は車庫やターンテーブルなどいくつかが現存しているが、ほとんどバス停に近いような存在であった中間駅などはその位置すら全く特定できなくなったケースも存在する。
車両についても廃止後にその多くが廃棄・解体され、一部保存された車両も劣化が激しく後に解体・撤去されたものが多い。現在でも目にすることができる主なものは以下のとおり。
- 歌登町営軌道 - 釧路製作所製の8トンディーゼル機関車 （枝幸町のうたのぼり健康回復村に保存）
- 鶴居村営軌道 - 泰和製6トンディーゼル機関車・泰和製トルコン付8トン自走客車（鶴居村のふるさと情報館みなくる前に保存）、運輸工業製6トンディーゼル機関車（遠軽町の丸瀬布森林公園いこいの森で保存。軌道廃止後、釧路市内の私企業に譲渡され使用されたが廃車後に札幌交通機械で自走可能な状態にレストアされ動態保存されている）
- 別海村営軌道 - 加藤製作所製6トンDLと釧路製トルコン付き8トン自走客車、同じく釧路製ミルクゴンドラ車（別海町の旧奥行臼駅跡近くで保存）
- 浜中町営軌道 - 釧路製作所製8トンディーゼル機関車（浜中町の茶内ふるさと広場で保存）

## 主な殖民軌道・簡易軌道

### 道北
- 歌登町営軌道（1956年自走客車導入、1970年廃止）
  - 歌登線（枝幸線）、幌別線、本幌別線
- 幌延町営軌道（1971年廃止、自走客車は導入しなかった）
  - 問寒別線
- 美深町営軌道（1962年廃止、自走客車は導入しなかった）
  - 仁宇布線

### 道東
- 標茶町営軌道（1958年自走客車導入、1971年廃止）
  - 標茶線、沼幌支線
- 鶴居村営軌道（1956年自走客車導入、1967年廃止）
  - 雪幌線（雪裡線、幌呂線）
- 浜中町営軌道（1960年自走客車導入、1972年廃止）
  - 茶内線、若松線、円朱別線
- 東藻琴村営軌道（1960年自走客車導入、1965年廃止）
  - 藻琴線、東洋沢支線
- 別海村営軌道（1963年自走客車導入、1971年廃止）
  - 風蓮線

### 道央
- 当別町営軌道
  - 当別線（1958年廃止、自走客車は導入しなかった）

### 簡易軌道（殖民軌道）一覧
| 路線             | 所在地                            | 着手年    | 完了年    | 延長（キロ） | 1954年時（キロ） | 備考                                                     |
| ---------------- | --------------------------------- | --------- | --------- | ------------ | ---------------- | -------------------------------------------------------- |
| 真狩             | 国鉄狩太駅前                      | 1936      | 1936      | 12.9         | 0                | 1937年ガソリン機関車投入 1952年廃止                      |
| 真狩             | 虻田郡真狩村市街                  | 1936      | 1936      | 12.9         | 0                | 1937年ガソリン機関車投入 1952年廃止                      |
| 当別             | 国鉄石狩当別駅裏                  | 1947      | 1952      | 31.3         | 31.3             | 当別町営軌道                                             |
| 当別             | 石狩郡当別町青山                  | 1947      | 1952      | 31.3         | 31.3             | 当別町営軌道                                             |
| 貫気別           | 沙流郡平取村ボヒポエケナシ        | 1934      | 1934      | 13.3         | 0                | 1940年廃止                                               |
| 貫気別           | 沙流郡平取村貫気別                | 1934      | 1934      | 13.3         | 0                | 1940年廃止                                               |
| 勇知             | 国鉄勇知駅裏                      | 1944      | 1944      | 9.8          | 9.8              | 1957年廃止                                               |
| 勇知             | 稚内市下勇知原野                  | 1944      | 1944      | 9.8          | 9.8              | 1957年廃止                                               |
| 幌沼             | 国鉄幌延駅前                      | 1929      | 1934      | 34.9         | 13.4             | 1949年21.5キロ廃止 1965年廃止                            |
| 幌沼             | 国鉄沼川駅裏                      | 1929      | 1934      | 34.9         | 13.4             | 1949年21.5キロ廃止 1965年廃止                            |
| 問寒別           | 国鉄問寒別駅前                    | 1929      | 1930      | 13.8         | 13.8             | 幌延村営軌道                                             |
| 問寒別           | 天塩郡幌延村字上問寒別            | 1929      | 1930      | 13.8         | 13.8             | 幌延村営軌道                                             |
| 枝幸             | 国鉄小頓別駅前                    | 1929      | 1930      | 35.1         | 18.3             | 1951年16.8キロ廃止 歌登町営軌道                          |
| 枝幸             | 枝幸郡枝幸村字枝幸港              | 1929      | 1930      | 35.1         | 18.3             | 1951年16.8キロ廃止 歌登町営軌道                          |
| 幌別             | 枝幸郡歌登村字幌別六線            | 1933      | 1933      | 12.6         | 12.6             | 歌登町営軌道                                             |
| 幌別             | 枝幸郡歌登村字志美宇丹            | 1933      | 1933      | 12.6         | 12.6             | 歌登町営軌道                                             |
| 本幌別           | 枝幸郡歌登村幌別原野              | 1936      | 1936      | 10           | 10               | 1955年廃止 歌登町営軌道                                  |
| 本幌別           | 枝幸郡歌登村幌別原野二六線        | 1936      | 1936      | 10           | 10               | 1955年廃止 歌登町営軌道                                  |
| 仁宇布           | 国鉄美深駅裏                      | 1935      | 1935      | 21.3         | (21.3)           | 1954年時、道有林に貸与中 美深町営軌道                    |
| 仁宇布           | 中川郡美深町ニウプ原野            | 1935      | 1935      | 21.3         | (21.3)           | 1954年時、道有林に貸与中 美深町営軌道                    |
| 殖民軌道（居辺） | 国鉄高島駅前                      | 1935      | 1935      | 18.8         | 0                | 1949年廃止                                               |
| 殖民軌道（居辺） | 河東郡士幌村下居辺                | 1935      | 1935      | 18.8         | 0                | 1949年廃止                                               |
| 仁々志別         | 雄別炭礦鉄道穏禰平駅前            | 1937      | 1937      | 12.2         | 12.2             | 1964年廃止                                               |
| 仁々志別         | 阿寒郡阿寒村仁々志別              | 1937      | 1937      | 12.2         | 12.2             | 1964年廃止                                               |
| 雪裡             | 釧路市国鉄新富士駅前              | 1929      | 1929      | 28.7         | 28.7             | 鶴居村営軌道                                             |
| 雪裡             | 阿寒郡鶴居村中雪裡                | 1929      | 1929      | 28.7         | 28.7             | 鶴居村営軌道                                             |
| 幌呂             | 阿寒郡鶴居村下幌呂                | 1929      | 1944      | 19.3         | 19.3             | 鶴居村営軌道                                             |
| 幌呂             | 阿寒郡鶴居村上幌呂                | 1929      | 1944      | 19.3         | 19.3             | 鶴居村営軌道                                             |
| 茶内円朱別       | 国鉄茶内駅前                      | 1929      | 1943      | 28.1         | 28.1             | 浜中町営軌道                                             |
| 茶内円朱別       | 厚岸郡浜中村奥茶内/同郡同村円朱別 | 1929      | 1943      | 28.1         | 28.1             | 浜中町営軌道                                             |
| 風蓮             | 国鉄厚床駅前                      | 1933      | 1933      | 15.1         | 15.1             | 1963年経路変更 国鉄厚床駅から国鉄奥行臼駅に 別海村営軌道 |
| 風蓮             | 野付郡別海村風蓮                  | 1933      | 1933      | 15.1         | 15.1             | 1963年経路変更 国鉄厚床駅から国鉄奥行臼駅に 別海村営軌道 |
| 根室（2次）      | 国鉄上武佐駅前                    | 1937      | 1937      | 8.6          | 0                | 1954年廃止                                               |
| 根室（2次）      | 標津郡標津村開陽                  | 1937      | 1937      | 8.6          | 0                | 1954年廃止                                               |
| 忠類             | 国鉄川北駅前                      | 1935      | 1935      | 8.9          | 0                | 1957年廃止                                               |
| 忠類             | 標津郡標津村古多糠                | 1935      | 1935      | 8.9          | 0                | 1957年廃止                                               |
| 西別             | 国鉄西別駅前                      | 1929      | 1939      | 35.7         | 19.9             | 1952年15.8キロ廃止 1956年廃止                            |
| 西別             | 野付郡別海村上春別原野            | 1929      | 1939      | 35.7         | 19.9             | 1952年15.8キロ廃止 1956年廃止                            |
| 矢臼別           | 国鉄西別駅前                      | 1934      | 1934      | 5.8          | 0                | 1936年廃止                                               |
| 矢臼別           | 野付郡別海村矢臼別川              | 1934      | 1934      | 5.8          | 0                | 1936年廃止                                               |
| 中春別           | 国鉄春別駅前                      | 1936      | 1936      | 17.4         | 0                | 1949年廃止                                               |
| 中春別           | 野付郡別海村上春別原野            | 1936      | 1936      | 17.4         | 0                | 1949年廃止                                               |
| 標茶             | 国鉄標茶駅裏                      | 1930      | 1932      | 38.9         | 0                | 1936年廃止 （国鉄標津線 標茶-計根別間の開業に伴う）      |
| 標茶             | 標津郡標津村計根別                | 1930      | 1932      | 38.9         | 0                | 1936年廃止 （国鉄標津線 標茶-計根別間の開業に伴う）      |
| 養老牛           | 国鉄計根別駅前                    | 1938      | 1938      | 11           | 11               | 1959年補給金給付停止 1961年廃止                          |
| 養老牛           | 標津郡標津村養老牛                | 1938      | 1938      | 11           | 11               | 1959年補給金給付停止 1961年廃止                          |
| 虹別             | 国鉄西春別駅裏                    | 1939      | 1939      | 12.2         | 0                | 1952年廃止                                               |
| 虹別             | 川上郡標茶町北虹別                | 1939      | 1939      | 12.2         | 0                | 1952年廃止                                               |
| 知安別           | 川上郡標茶町市街                  | 1938      | 1938      | 7            | 0                | 1938年廃止 未成?                                         |
| 知安別           | 厚岸郡太田村知安別原野            | 1938      | 1938      | 7            | 0                | 1938年廃止 未成?                                         |
| 久著呂           | 国鉄塘路駅裏                      | 1930      | 1934      | 27.2         | 27.2             | 1963年補給金給付停止 1965年廃止                          |
| 久著呂           | 川上郡標茶町久著呂原野            | 1930      | 1934      | 27.2         | 27.2             | 1963年補給金給付停止 1965年廃止                          |
| 阿歴内           | 国鉄塘路駅前                      | 1938      | 1939      | 12.2         | 12.2             | 1960年補給金給付停止 1961年廃止                          |
| 阿歴内           | 川上郡標茶町塘路北六線            | 1938      | 1939      | 12.2         | 12.2             | 1960年補給金給付停止 1961年廃止                          |
| 弟子屈           | 国鉄弟子屈駅裏                    | 1933      | 1933      | 22           | 0                | 1949年廃止                                               |
| 弟子屈           | 川上郡標茶町虹別                  | 1933      | 1933      | 22           | 0                | 1949年廃止                                               |
| 斜里             | 国鉄斜里駅前                      | 1932      | 1932      | 17.9         | 0                | 1952年廃止                                               |
| 斜里             | 斜里郡斜里村飽寒別                | 1932      | 1932      | 17.9         | 0                | 1952年廃止                                               |
| 藻琴             | 国鉄藻琴駅前                      | 1935 1949 | 1938 1949 | 25.4 7.4     | 25.4 7.4         | 東藻琴村営軌道                                           |
| 藻琴             | 網走郡東藻琴村山園                | 1935 1949 | 1938 1949 | 25.4 7.4     | 25.4 7.4         | 東藻琴村営軌道                                           |
| 雄武             | 国鉄雄武駅前                      | 1950      | -         | 24.2         | -                | 工事中 未成?                                             |
| 雄武             | 紋別郡雄武町上幌内                | 1950      | -         | 24.2         | -                | 工事中 未成?                                             |
| 標茶             | 川上郡標茶町市街                  | 1951      | -         | 25.9         | -                | 工事中 標茶町営軌道                                      |
| 標茶             | 川上郡標茶町上オソツベツ          | 1951      | -         | 25.9         | -                | 工事中 標茶町営軌道                                      |

- この表[30]の作成された1954年時点では大半が馬車路線であり、一部の路線では改良工事や動力変更が計画され、また地元市町村に管理委託すべく協定を進めていた。